# Pardilla
Pardilla település Spanyolországban, Burgos tartományban. Pardilla Milagros, Montejo de la Vega de la Serrezuela, Honrubia de la Cuesta, Fuentenebro, Torregalindo és Villaverde de Montejo községekkel határos. Lakosainak száma 102 fő (2024).

## Népesség
A település népessége az utóbbi években az alábbiak szerint változott:
| Lakosok száma | 125  | 126  | 130  | 130  | 124  | 134  | 127  | 117  | 115  | 102  |
|               | 2001 | 2004 | 2006 | 2009 | 2011 | 2014 | 2016 | 2019 | 2021 | 2024 |